# Bakers Creek
Bakers Creek – miasto w Australii, w stanie Queensland, nad Oceanem Spokojnym.